# Втрати 55-ї окремої артилерійської бригади
У статті описано деталі загибелі бійців 55-ї окремої артилерійської бригади.

## Поіменний перелік

### 2014
- 11 липня 2014 — Косенко Василь Сергійович, солдат
- 19 липня 2014 — Білокобильський Сергій Михайлович, капітан
- 7 серпня 2014 — Сиротін Євген Олексійович, старший сержант
- 7 серпня 2014 — Третяк Петро Анатолійович, підполковник
- 25 серпня 2014 — Дьячков Юрій Анатолійович, солдат[джерело?]
- 25 серпня 2014 — Катанов Віктор Володимирович, солдат
- 29 серпня 2014 — Габчак Іван Миколайович, лейтенант
- 29 серпня 2014 — Севостьянчик Дмитро Олександрович, лейтенант
- 29 серпня 2014 — Васін Михайло Валентинович, старший солдат

### 2015
- 13 лютого 2015 — Кириченко Євген Олександрович, старший солдат[джерело?]
- 14 лютого 2015 — Дужик Євген Євгенович, молодший сержант.
- 15 лютого 2015 — Говоруха Олександр Миколайович, солдат.
- 13 квітня 2015 — Нароженко Микола Володимирович[1]
- 21 квітня 2015 — Віктор Ярмошевич, молодший сержант[джерело?]
- 6 травня 2015 — Самойленко Сергій Михайлович, солдат[2]
- 3 червня 2015 — Щербань Олег Олександрович, солдат
- 11 червня 2015 — Ярошенко Андрій Вікторович, солдат
- 12 червня 2015 — Маркозов Сергій Миколайович, солдат[3]
- 22 листопада 2015 — Корнецький Сергій Григорович, солдат
- 26 грудня 2015 — Зосін Дмитро Петрович, солдат, Мар'їнка[4]

### 2016
- 8 березня 2016 — Амброзяк Віталій Степанович, 30 травня 1967, Івано-Франківськ. Військовослужбовець 2-го гаубичного артилерійського дивізіону. Мобілізований у травні 2015 року. Учасник АТО. Помер від хвороби у 5-й лікарні міста Запоріжжя.[джерело?]
- 8 травня 2016 — Півень Олександр Сергійович, старший солдат
- 12 червня 2016 — Уніч Олександр Сергійович, солдат[5]

### 2017
- 23 лютого 2017 — Добролєта Михайло Костянтинович, молодший сержант
- 2 квітня 2017 — Свиренко Максим Олександрович, солдат[6]
- 19 травня 2017 — Тинянов Олександр Сергійович, молодший сержант
- 14 червня 2017 — Михайлов Іван Олексійович, солдат[7]
- 17 грудня 2017 — Сакович Юрій Віталійович, головний старшина[8]

### 2018
- 12 травня 2018 — Остроушко (Хейло) Денис Сергійович, солдат[9]

### 2023
- 16 січня 2023 — Копотілов Сергій Борисович, старший солдат[10]